# Орех
Вижте пояснителната страница за други значения на Орех.
 Тази статия е за рода растения.  За вида вижте Обикновен орех.  За други значения вижте Орех (пояснение).
Орех (Juglans) е род растения от семейство Орехови (Juglandaceae). Включва около 20 вида дървета, достигащи височина от 10 до 40 m. Видът обикновен орех (Júglans régia) се отглежда за ядките и дървесината си.

## Видове
Секция Juglans
- Juglans regia – Обикновен орех
- Juglans sigillata

Секция Rhysocaryon
- Juglans australis
- Juglans brasiliensis
- Juglans californica
- Juglans hindsii
- Juglans hirsuta
- Juglans jamaicensis
- Juglans major
- Juglans microcarpa
- Juglans mollis
- Juglans neotropica
- Juglans nigra – Черен орех
- Juglans olanchana
- Juglans peruviana
- Juglans soratensis
- Juglans steyermarkii
- Juglans venezuelensis

Секция Cardiocaryon
- Juglans ailantifolia
- Juglans cinerea
- Juglans mandshurica

## Други
На ореха е наречена улица в квартал „Суходол“ в София (Карта).